# マルムズベリーのエイルマー

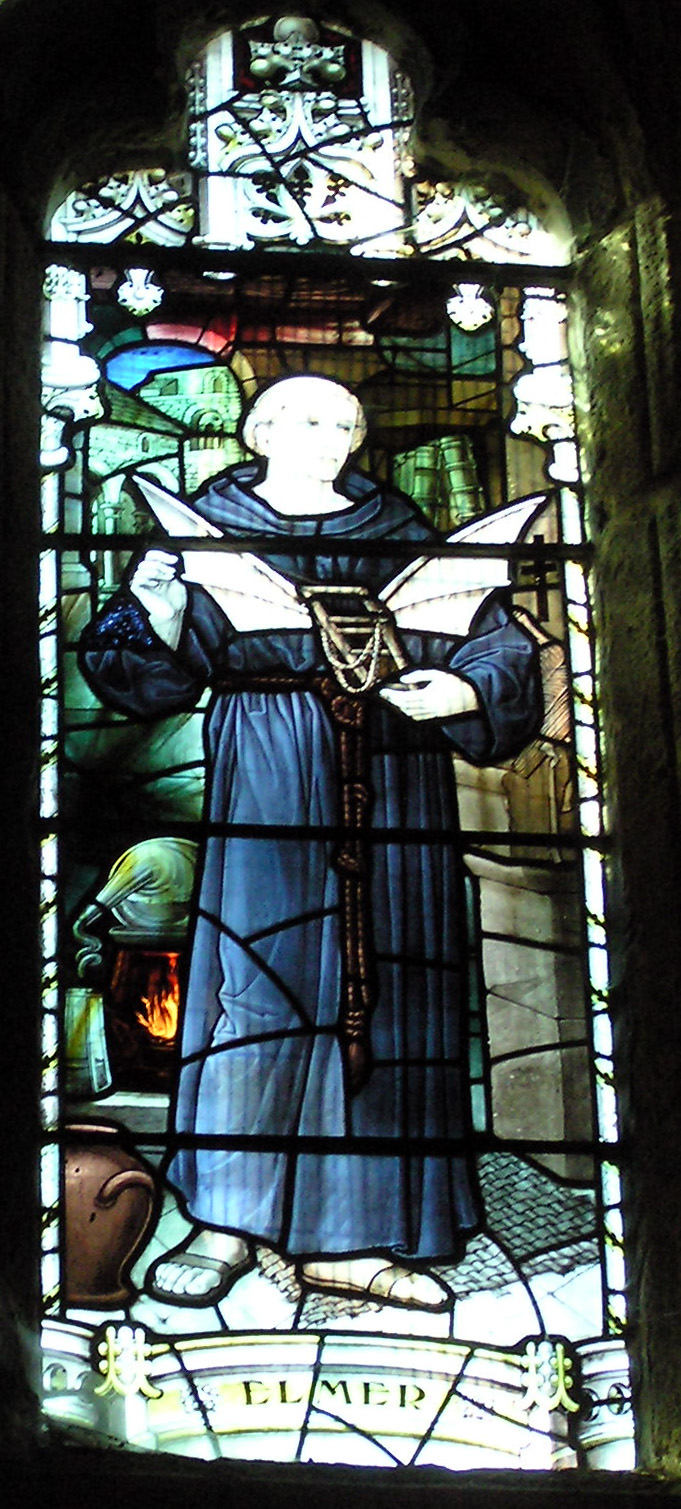
エイルマーをかたどったステンドグラス。1920年、マルムズベリー修道院に取り付けられたもの。

マルムズベリーのエイルマー（Eilmer of Malmesbury）は、11世紀イングランドに生きた、ベネディクト会の修道士である。彼は、青年時代（11世紀初期）に人工の翼を用いて飛行を試みたことにより、初期航空史にその名を残している。筆写ミスによってオリヴァー（Oliver）またはエルマー（Elmer）としても知られる。

## 経歴
エイルマーはマルムズベリー修道院（Malmesbury Abbey）の修道士で、数学と占星術を学んでいた。彼について知られていることは全て、その同僚の修道士マルムズベリーのウィリアムが1125年ごろに書いた"De Gestis Regum Anglorum"（歴代イングランド王の事績）に拠っている。ウィリアムの報告の正確さを疑う理由はほとんどない。なぜならば、それはおそらく晩年のエイルマー自身から直接に聞いた情報だからである。
上の記述について。「マルムズベリーのウィリアム」の項によると、ウィリアムは1095年頃に生まれたとされている。生年が100年以上も離れた2人であるのに、「エイルマー自身から直接に聞いた情報」とはにわかに信じがたい。当然、「ウィリアムの報告の正確さ」もいくらか差し引かないといけない部分があるだろう。
エイルマーの年齢について、後年の歴史家たちはウィリアムの著書中に引用されたエイルマーの発言に基づいて推測をしている。1066年に出現したハレー彗星にも着目して、
という記述から、歴史家たちはエイルマーが幼い頃に前回（76年前）のハレー彗星を見ていたのであろうと書き記し、当時の年齢を約五歳（物心がつくのに充分な歳）と見積もり、彼の生年を西暦985年ころとしている。しかしながらそれは推測でしかなく、"it is long since I saw you"という発言は別の彗星に対するものだった可能性は否定できない。確実なことは、エイルマーが1066年には「老人」であったこと、そして飛行を試みたのが「若い頃」で、それは11世紀序盤のいつかであったこと、のみである。

## その飛行
ウィリアムは次のように書き記している。エイルマーは青年期にギリシア神話のダイダロスの話を読み、信じ込んだ。そして「神話を事実と思い込み、ダイダロスのように飛ぼうとし」て、両手両足に翼を取り付け、マルムズベリー修道院の塔から飛び立った、と。
生涯にわたり不具となったが、屈せずに、エイルマーは飛行術の改善を目指した。彼は、自分のグライダーに尻尾を付ければ操縦性の高い着陸ができると信じ、彼の生命を心配した修道院長がそれ以上の実験を禁じた時には第二の飛行を準備中であった。
マルムズベリーのウィリアムは、エイルマーが「1ファーロング以上」を飛んだと述べている。修道院付近の地形、着陸地点、目撃証言からするに、彼の滞空時間は約15秒と推測されている。厳密な飛行経路・飛行距離は不明である。なぜならば現在の修道院は11世紀のものとは別だからである。おそらく当時の修道院は小さかったが、塔の高さは現在のものに近かった。現在のハイ・ストリート（High Street、10世紀初頭から存在する）から外れて、「オリヴァーの路地」（"Oliver's Lane"）と名づけられた場所があるのだが、この路地は修道院から約200mの距離にある。地元の言い伝えはこの場所をエイルマーの着陸地点だとしている。そうだとすれば、彼は多くの建物を飛び越したことになる。マクスウェル・ウースナムの研究は、以下のような結論を出している。エイルマーは、町の中心部（南）方向ではなく寧ろ修道院の南西に向けて険しい丘を下降したのであろう、と。

## 注
1. 1 2  William of Malmesbury, Gesta regum Anglorum / The history of the English kings, ed. and trans. R. A. B. Mynors, R. M. Thomson, and M. Winterbottom, 2 vols., Oxford Medieval Texts (1998–9)
2. 1 2 3  Maxwell Woosnam. Eilmer, The Flight and The Comet, Malmesbury, UK: Friends of Malmesbury Abbey, 1986. ISBN 0951379801

## より詳しい資料と外部リンク
- Robert Lacey. Great Tales From English History, Little, Brown. New York, United States, 2004. ISBN 0-316-10910-X
- Scott, P., The Shoulders of Giants: A History of Human Flight to 1919. Reading MA: Addison Wesley Publishing Co., Chapter 1.
- Eilmer of Malmesbury, from the Malmesbury Abbey website.
- The Flying Monk